# Marék Antal
Marék Antal (Marek) (Mezőtúr, 1903. július 16. – Budapest, 1983. szeptember 1.) orvos, író, kritikus. Marék Péter (helyesen Marek Péter) és Marék Veronika apja.

## Élete
A gimnáziumot Losoncon, az egyetemet Budapesten végezte. Az orvosi diploma megszerzése után (1932) Magyarországon maradt, de a csehszlovákiai magyar irodalommal kapcsolatot tartott. A kisebbségi élethez kapcsolódó novelláskötete és két regénye Csehszlovákiában jelent meg. 1932–1940 között Ecseren volt körorvos. 1940–1953 között körzeti, 1953–1963 között pedig belgyógyász csoportvezető főorvos volt Budapesten. Orvosi hivatása mellett mint szépíró és szakíró is ismert volt: novellái, esszéi, regényei jelentek meg, rádiójátékokat írt. Életének utolsó két évtizedében az orvosi ismeretterjesztés állt érdeklődése középpontjában. Ismeretterjesztő cikkei jelentek meg a Magyar Hírlap, a Magyar Nemzet, a Népszabadság, a Családi Lap, valamint a pozsonyi Új Szó és az újvidéki Magyar Szó című lapban. Tagja volt a PEN Clubnak és a Művészeti Alap irodalmi szakosztályának.

## Művei
- Emberek az óceánon (elbeszélés, Losonc, 1927)
- Vihar a galambház felett (regény, Losonc, 1927)
- Zsákutca (regény, Pozsony, 1932)
- Mai dunántúli lírikusok (tanulmány, Szombathely, 1939)
- Egy orvos vallomásai (kisregény, Budapest, 1941)
- A Felvidék, Erdély és Délvidék irodalma (tanulmány, Budapest, 1942)
- Gyalupadtól a világhírig. Munkácsy Mihály regényes életrajza; Stádium, Bp., 1943 (Nemzeti könyvtár)
- Razzia (kisregény, Budapest, 1943)
- Felvidékről jöttek (regény, 1944)
- Hogyan éljen az idős ember? (1965)
- Az emberiség harca a fájdalom ellen; Medicina, Bp., 1966
- Dohányosok könyve; Medicina, Bp., 1970
- Hogyan éljen az idős ember?; 4. bőv. kiad.; Medicina, Bp., 1973
- Így élt Albert Schweitzer (1976)